# Khoo Chung Chiat
Khoo Chung Chiat (* 28. September 1986 in Alor Setar) ist ein malaysischer Badmintonspieler. 

## Karriere
Khoo Chung Chiat wurde bei den Malaysia International 2004, den India International 2005, den Malaysia International 2005, den Vietnam International 2006, den India International 2006, den Singapur International 2006 und den Penang Open 2008 jeweils Dritter. 2007 gewann er die Singapur International und belegte Rang zwei bei den Malaysia International. Bei den Südostasienspielen des gleichen Jahres wurde er Dritter mit dem Team und Fünfter im Herrendoppel.